# Grecja na Zimowych Igrzyskach Olimpijskich 1976
Grecję na Zimowych Igrzyskach Olimpijskich 1976 reprezentowało czterech zawodników, którzy wystartowali w dwóch konkurencjach.
Był to ósmy start Grecji na zimowych igrzyskach olimpijskich.

## Biegi narciarskie

### Mężczyźni
| Zawodnik             | Konkurencja   | Czas       | Pozycja | Źródło |
| -------------------- | ------------- | ---------- | ------- | ------ |
| Efstatios Wogdanos   | Bieg na 15 km | 1:05:51.28 | 75.     | [ 1 ]  |
| Atanasios Kutsojanis | Bieg na 15 km | 1:07:49.43 | 78.     | [ 1 ]  |
| Atanasios Kutsojanis | Bieg na 30 km | 2:21:20.64 | 67.     | [ 2 ]  |
| Efstatios Wogdanos   | Bieg na 30 km | DNF        | DNF     | [ 2 ]  |

## Narciarstwo alpejskie

### Mężczyźni
| Zawodnik        | Konkurencja   | 1. przejazd | 1. przejazd | 2. przejazd | 2. przejazd | Czas końcowy     | Pozycja          | Źródło |
| Zawodnik        | Konkurencja   | Czas        | Pozycja     | Czas        | Pozycja     | Czas końcowy     | Pozycja          | Źródło |
| --------------- | ------------- | ----------- | ----------- | ----------- | ----------- | ---------------- | ---------------- | ------ |
| Tomas Karadimas | Zjazd         | 2:14.69     | 65.         | Nie dotyczy | Nie dotyczy | 2:14.69          | 65.              | [ 3 ]  |
| Spiros Teodoru  | Zjazd         | 2:17.08     | 66.         | Nie dotyczy | Nie dotyczy | 2:17.08          | 66.              | [ 3 ]  |
| Spiros Teodoru  | Slalom gigant | 2:12.79     | 77.         | 2:16.29     | 49.         | 4:29.08          | 49.              | [ 4 ]  |
| Tomas Karadimas | Slalom gigant | 2:19.06     | 80.         | 2:34.57     | 50.         | 4:53.63          | 50.              | [ 4 ]  |
| Spiros Teodoru  | Slalom        | DNF         | DNF         | NQ          | NQ          | Nieklasyfikowany | Nieklasyfikowany | [ 5 ]  |
| Tomas Karadimas | Slalom        | DNF         | DNF         | NQ          | NQ          | Nieklasyfikowany | Nieklasyfikowany | [ 5 ]  |